# 鹽川正十郎
鹽川正十郎（日语：塩川 正十郎，1921年10月13日—2015年9月19日），是大阪府出身的日本政治家。前任自由國民會議代表、東洋大學總長、關西棋院理事長及武士道協會理事長。歷任眾議院議員（11期）、運輸大臣（第52代）、文部大臣（第108代）、內閣官房長官（第50代）、自治大臣（第42代）、國家公安委員會委員長（第52代）及財務大臣（第2代）。

## 經歷

### 出身
鹽川出生於大阪府布施市，父親是曾任布施市市長的鹽川正三。長大後，父親對他說：「就讀這些郊區學校沒有用處。入讀市區的慶應吧。」「入讀慶應的話，只有經濟（可以選）吧。除此以外，都不可以。」，因而入讀慶應義塾大學經濟學院。在學期間，因為政府徵召（學徒徵召）而參與太平洋戰爭。而在大學的時候，鹽川非常熱心聽經濟學家高橋誠一郎的課，課外則喜歡攀山。終戰後，鹽川曾創立及經營公司。其後也曾經成為青年商會、信用組合（儲蓄互助社）的幹部及市政府助理。
鹽川於1967年首次代表自民黨出選眾議院議員，並成功當選，正式開展從政之路。

### 政治經歷
在自民黨內，鹽川屬安倍派，並與森喜朗、三塚博和加藤六月合稱為「安倍派四天王」。他們曾有意擁立領袖安倍晉太郎為自民黨總裁，可是最終未能如願。
而鹽川由於是經濟學出身，精通稅制及經濟政策，因此當引入地價稅的時候，鹽川出任自民黨稅制調查會會長而知名。其後從在鈴木善幸內閣出任運輸大臣開始，鹽川長期是內閣成員，歷任文部大臣（第3此中曾根內閣）、內閣官房長官（宇野內閣）、自治大臣（宮澤內閣）、國家公安委員會委員長（宮澤內閣）及財務大臣（第1次小泉內閣）。
1996年，當時是自民黨總務會長的鹽川在小選區直選及比例代表並行制實行後的首次選舉（第41屆日本眾議院議員總選舉）拒絕出選比例代表選區，但在出選的大阪13區落敗，失去議席。當時鹽川受到指其年齡過高的批評，甚至有其退出政壇的傳言。但4年後他成功在第42屆日本眾議院議員總選舉再次當選，重返眾議院。

### 小泉政權
鹽川於2001年自由民主黨總裁選舉為同屬森派的後輩小泉純一郎擔任競選經理。小泉當選總裁並就任內閣總理大臣以後，鹽川在第1次小泉內閣出任財務大臣，在一個充滿年輕、女性及非政界人士的內閣中，以當時已年屆80歲的鹽川出任財務大臣的任命同樣令人感到驚奇。而在就任財務大臣的記者招待會中，鹽川具魅力的語調和態度等成為話題，且受年輕世代歡迎，及開始暱稱鹽川為「鹽爺」。至於國外，由於前任財務大臣是曾任首相的宮澤喜一，因此鹽川就任時有一些不信任的聲音。但隨著鹽川憑藉金融實務及擔任稅制調查會長的經驗，在小泉構造改革中擔當重要角色後，這些不安也隨之消失。
鹽川曾指他與小泉的關係是「30年來的朋友」（2001年的小泉內閣電郵雜誌），亦與青木幹雄一同以黨內融和為由說服森喜朗，以小泉監護人的身分繼續發揮其對政界的影響力。

### 退出政壇
退出政壇的鹽川依然活躍，現時鹽川擔任日本相撲協會營運審議會委員、財團法人尾崎行雄記念財團顧問、自由國民會議代表、創新時代會會長（第3任）、BEST HIT歌謠祭執行委員會榮譽會長等職位。此外，鹽川自2008年4月每月第3個星期六在產經新聞連載專欄「請好好的聽鹽爺說吧」。

## 簡歷

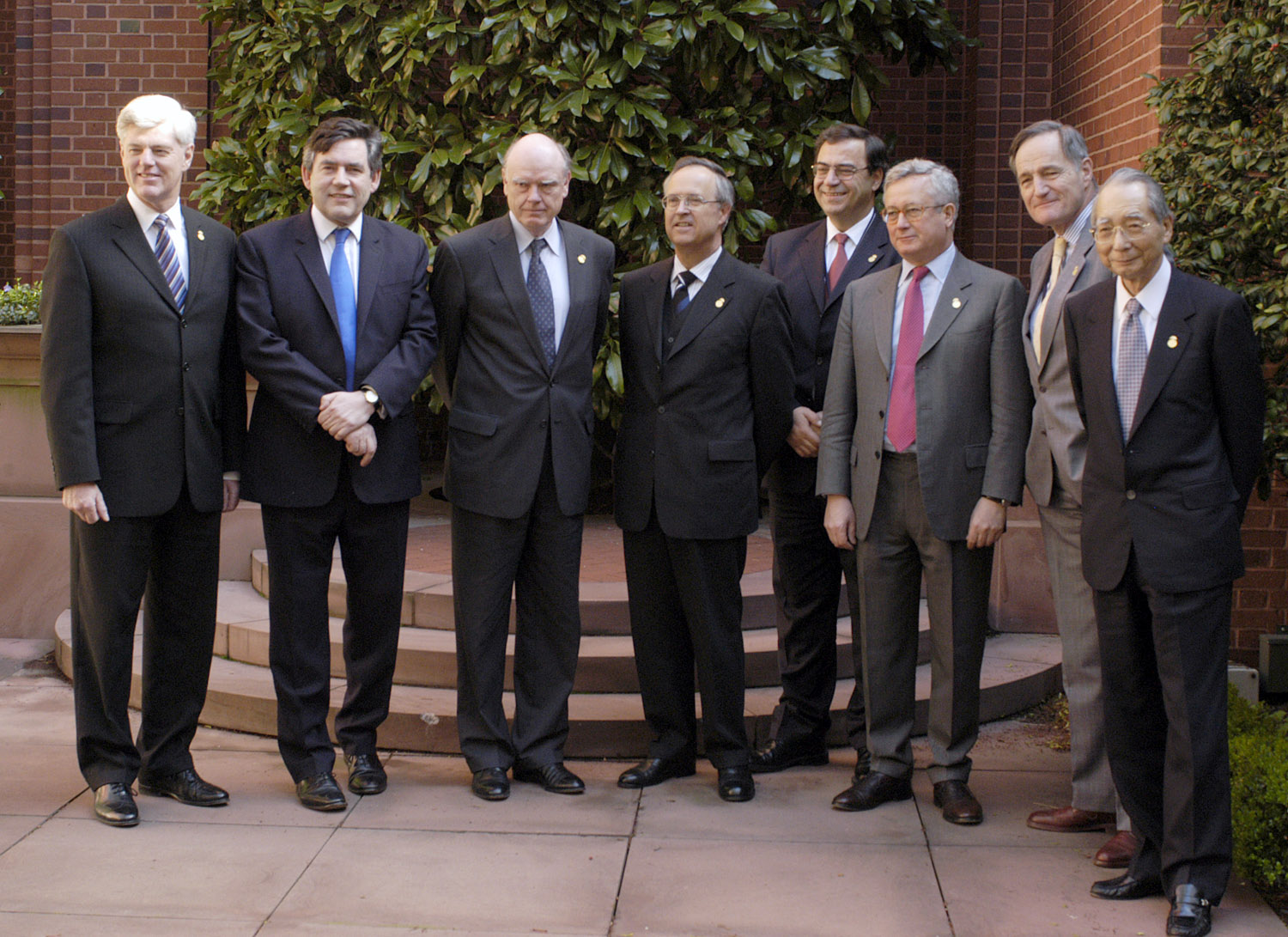
2003年4月12日在華盛頓出席世界銀行、國際貨幣基金春季會議時先進七國財相合照

- 1921年10月21日：出生於大阪府布施市（現東大阪市）
- 1939年3月：畢業於舊制大阪府立第三中學校（現大阪府立八尾高等學校）
- 1943年12月：就讀慶應義塾大學經濟學部途中，被徵召出征
- 1944年3月：出征途中畢業於慶應義塾大學經濟學部
- 1946年9月：設立三晃株式會社，並出任該公司執行董事
- 1957年8月：出任布施青年會議所（現東大阪青年商會）理事長
- 1958年5月：出任弘容信用組合常務理事
- 1964年6月－1966年12月：出任布施市政府助理
- 1966年3月：東大阪三市合併協議會事務局長
- 1967年1月29日：於第31屆日本眾議院議員總選舉首次代表自民黨出選，在舊大阪第4區當選。
- 1972年12月－1973年11月：出任通商産業政務次官
- 1976年12月－1977年11月：出任內閣官房副長官
- 1979年11月－1980年5月：出任眾議院商工委員長
- 1980年7月－1981年11月：首次成為內閣成員，於鈴木善幸內閣出任運輸大臣
- 1983年12月：出任眾議院安全保障特別委員長
- 1986年9月－1987年11月：接替遭罷免的藤尾正行出任第3次中曾根內閣的文部大臣
- 1988年12月－1989年6月：出任東洋大學理事長
- 1989年6月－1989年8月：出任宇野內閣的內閣官房長官
- 1989年9月－2001年11月：再次出任東洋大學理事長
- 1990年3月：出任自民黨稅制調査會長
- 1991年11月－1992年12月：出任宮澤內閣的自治大臣兼國家公安委員會委員長
- 1993年8月：出任自民黨憲法調査會長
- 1995年9月：出任自民黨總務會長
- 1996年10月：於第41屆日本眾議院議員總選舉在大阪府第13區落選
- 1998年6月－2007年6月：出任日本武道館會長
- 2000年6月：於第42屆日本眾議院議員總選舉再次當選，重返眾議院
- 2000年11月：獲授勲一等旭日大綬章
- 2001年4月26日－2003年9月22日：出任第1次小泉內閣及其改造內閣的財務大臣
- 2003年10月：決定退出政壇，不出戰第43屆日本眾議院議員總選舉
- 2004年1月：出任東洋大學總長（現任）
- 2004年2月：出任關西棋院理事長（現任）
- 2004年5月24日：獲東大阪市政府授予榮譽市民稱號
- 2004年6月：出任日本相撲協會營運審議會委員（現任）
- 2006年7月：出任自由國民會議代表（現任）